# Paul Chocque
Paul Mare Chocque (Meudon, 14 de julio de 1910-París, 4 de septiembre de 1949) fue un deportista francés que compitió en ciclismo en las modalidades de pista y ruta.
Como amateur, participó en los Juegos Olímpicos de Los Ángeles 1932, obteniendo una medalla de plata en la prueba de persecución por equipos. Además, ganó una medalla de bronce en el Campeonato Mundial de Ciclismo en Ruta de 1932. Una vez convertido en profesional obtuvo varias victorias, las más importantes de las cuales fueron dos campeonatos de Francia ciclocross y dos etapas del Tour de Francia.

## Medallero internacional
| Juegos Olímpicos | Juegos Olímpicos             | Juegos Olímpicos | Juegos Olímpicos        |
| Año              | Lugar                        | Medalla          | Competición             |
| ---------------- | ---------------------------- | ---------------- | ----------------------- |
| 1932             | Los Ángeles (Estados Unidos) | Medalla de plata | Persecución por equipos |

| Campeonato Mundial | Campeonato Mundial | Campeonato Mundial | Campeonato Mundial |
| Año                | Lugar              | Medalla            | Competición        |
| ------------------ | ------------------ | ------------------ | ------------------ |
| 1932               | Roma (Italia)      | Medalla de bronce  | Ruta (A)           |

## Palmarés
- 1930 (amateur)

1.º en la París-Évreux
1.º en la París-Le Mans
- 1931 (amateur)

1.º en la Berna-Ginebra
- 1932 (amateur)

1.º en el Gran Premio de la Cámara Sindical de Monthléry
 Plata en los Juegos Olímpicos de 1932
 Bronce en el Mundial de ciclismo
- 1933

1.º en el Circuito de París
1.º en el Circuito de Deux-Sèvres
1.º en el Gran Premio Wolber y de una etapa
- 1936

Campeonato de Francia de Ciclocrós  
1.º en la Burdeos-París
1.º en el Critérium Nacional
1.º en la Carrera de la cota de Mont-Valérien
- 1937

1.º en el Premio de Saint-Germain
1.º en el Premio de Fourmies
Vencedor de 2 etapas del Tour de Francia
- 1938

Campeonato de Francia de Ciclocrós  
- 1939

Vencedor de una etapa del Circuito del Oeste